# Bortenberg
Bortenberg ist ein Gemeindeteil des Marktes Dombühl im Landkreis Ansbach (Mittelfranken, Bayern). Bortenberg liegt in der Gemarkung Kloster Sulz.

## Geografie
Das Dorf liegt an der Sulzach. Im Nordwosten erheben sich die Sulzachrandhöhen, die ein Abschnitt der Frankenhöhe sind. Im Osten grenzt das Lauberholz und das Lauberfeld an, im Westen die Felder der Sulzachebene. Gemeindeverbindungsstraßen führen an Baimhofen vorbei nach Vehlberg zur Kreisstraße AN 36 (2 km südöstlich), nach Dombühl (1,8 km westlich) und zur Kreisstraße AN 4 bei Kloster Sulz (1,3 km nördlich).

## Geschichte
Bortenberg wurde am 1. Mai 1000 erstmals urkundlich erwähnt. In dieser durch Kaiser Otto III. besiegelten Urkunde wurde dem Würzburger Bischof Heinrich der Wildbann über den zum castellum Bernheim und Villa Liuthereshusun gehörenden Forst verliehen. Bortenberg wurde dort als zwölfter Grenzpunkt benannt.
Bortenberg lag im Fraischbezirk des ansbachischen Oberamtes Feuchtwangen. 1732 gab es 10 Anwesen (1 Hof, 2 Halbhöfe, 7 Güter). Das Klosterverwalteramt Sulz war Dorf- und Gemeindeherr sowie Grundherr sämtlicher Anwesen. Bis zum Ende des Alten Reiches hatte sich an den Verhältnissen nichts geändert. Von 1797 bis 1808 unterstand der Ort dem Justiz- und Kammeramt Feuchtwangen.
Mit dem Gemeindeedikt (frühes 19. Jahrhundert) wurde Bortenberg dem Steuerdistrikt Dombühl und der Ruralgemeinde Kloster Sulz zugeordnet. Im Zuge der Gebietsreform in Bayern wurde Bortenberg am 1. April 1971 nach Dombühl eingemeindet.

### Baudenkmäler
- Haus Nr. 3: Stattliches Wohnhaus, Fachwerkobergeschoss, frühes 18. Jahrhundert[11]
- Haus Nr. 5: Eingeschossiges Wohnstallhaus, verputzter Fachwerkgiebel, 17./18. Jahrhundert[11]

### Einwohnerentwicklung
| Jahr      | 001818 | 001840 | 001861 | 001871 | 001885 | 001900 | 001925 | 001950 | 001961 | 001970 | 001987 |
| Einwohner | 66     | 69     | 75     | 67     | 68     | 68     | 62     | 83     | 56     | 41     | 36     |
| Häuser    | 12     | 13     |        |        | 14     | 15     | 12     | 12     | 11     |        | 11     |
| Quelle    | [ 13 ] | [ 14 ] | [ 15 ] | [ 16 ] | [ 17 ] | [ 18 ] | [ 19 ] | [ 20 ] | [ 21 ] | [ 22 ] | [ 1 ]  |

## Religion
Der Ort ist seit der Reformation evangelisch-lutherisch geprägt und bis heute nach St. Maria (Kloster Sulz) gepfarrt. Die Einwohner römisch-katholischer Konfession sind nach Kreuzerhöhung (Schillingsfürst) gepfarrt.